# 동하 (배우)
동하(본명: 김형규, 1992년 1월 14일 ~ )는 대한민국의 배우이다.

## 학력
- 중동고등학교 (전학)→서울세종고등학교 (졸업)
- 대경대학교 연극영화과

## 출연 작품

### 드라마
- 2009년 KBS 2TV 《그저 바라보다가》 - 김석현 역
- 2013년 SBS 《황금의 제국》 - 최용재 역
- 2014년 SBS 《쓰리 데이즈》 - 요한 역
- 2014년 SBS 《기분 좋은 날》 - 서인우 역
- 2015년 SBS 《내마음 반짝반짝》 - 선우 역
- 2015년 JTBC 《사랑하는 은동아》 - 젊은 현발 역
- 2015년 JTBC 《라스트》 - 사마귀 역
- 2015년 MBC 《화려한 유혹》 - 신범수 역
- 2016년 KBS 2TV 《뷰티풀 마인드》 - 양성은 역
- 2017년 KBS 2TV 《김과장》 - 박명석 역
- 2017년 SBS 《수상한 파트너》 - 정현수 역
- 2017년 KBS 2TV 《KBS 드라마 스페셜 - 당신은 생각보다 가까이에 있다》 - 정순택 역
- 2017년 SBS 《이판사판》 - 도한준 역
- 2018년 KBS 2TV 《추리의 여왕 2》 - 박기범 역
- 2020년 KBS 2TV 《오! 삼광빌라!》 - 장준아 역
- 2020년 KBS 2TV 《KBS 드라마 스페셜 - 도둑잠》 - 이남 역

### 영화
- 2010년 《히어로》 - 심단 역
- 2011년 《아름다운 유산》 - 경태 역
- 2015년 《나의 절친 악당들》 - 창준 역
- 2018년 《국가부도의 날》 - 3세 역
- 2025년 《코넬의 상자》 - 김태이 역

### 연극
- 2013년 《나에게 불의 전차를》 - 양남성 역

### 방송
- 2011년 SBS 《기적의 오디션》
- 2025년 KBS 2TV 《최수종의 여행사담》

## 홍보대사 활동
- 홍명보 장학재단 홍보대사

## 수상 및 후보
| 연도 | 시상식                   | 부문                           | 작품                                                      | 결과 |
| ---- | ------------------------ | ------------------------------ | --------------------------------------------------------- | ---- |
| 2011 | 제6회 아시아모델상시상식 | BBF 신인배우상                 | 빈칸                                                      | 수상 |
| 2017 | SBS 연기대상             | 남자 신인상                    | 이판사판                                                  | 후보 |
| 2017 | SBS 연기대상             | 수목드라마부문 남자 우수연기상 | 이판사판                                                  | 후보 |
| 2017 | KBS 연기대상             | 남자 조연상                    | 김과장, KBS 드라마 스페셜 - 당신은 생각보다 가까이에 있다 | 후보 |
| 2018 | 제13회 숨피 어워즈       | 브레이크아웃 배우상            | 김과장                                                    | 후보 |